# Kokiriko
El kokiriko (こきりこ) és un instrument de percussió idiòfon d'origen japonès. Consisteix en una sèrie de tapes petites de fusta connectades entre si amb d'una corretja de cuir, amb mànecs de fusta en cada extrem o amb llaços. Produeix un so trencadís en efecte de cascada, amb el qual es poden crear diversos efectes i ritmes.